# Pimelia costata
Pimelia costata es una especie de escarabajo del género Pimelia, tribu Pimeliini, familia Tenebrionidae. Fue descrita científicamente por Waltl en 1835.
Se mantiene activa durante los meses de marzo, abril, mayo, junio, julio, agosto, septiembre, octubre y noviembre.

## Distribución
Se distribuye por España y Portugal.